# Albert Otto Hirschman
Albert Otto Hirschman (7. dubna 1915 Berlín – 10. prosince 2012 Ewing) byl německý ekonom židovského původu. Věnoval se zejména ekonomikám rozvojových zemích (The Strategy of Economic Development, 1958) a politické ekonomii (Exit, Voice, and Loyalty, 1970; The Rhetoric of Reaction, 1991). Obhajoval nutnost nerovnoměrného rozvoje zemí třetího světa. Zkoumal též nástup diktatur v Jižní Americe v 60. a 70. letech.

## Život
Narodil se v židovské rodině jako syn chirurga Carla Hirschmanna. Jeho sestra Ursula Hirschmannová se později stala známou protifašistickou bojovnicí. V roce 1932 začal studovat na Friedrich-Wilhelms-Universität, kde se také zapojil do protifašistických kruhů. Emigroval do Paříže, kde pokračoval ve studiích na École des hautes études commerciales a na Sorbonně. Poté přešel na London School of Economics a posléze na univerzitu v Terstu, kde v roce 1938 získal doktorát z ekonomie.
V létě 1936 si udělal studijní přestávku, aby strávil tři měsíce jako republikánský dobrovolník ve španělské občanské válce. Ve Francii vstoupil do francouzské armády a podílel se na obraně před německou agresí. Po kapitulaci Francie v roce 1940 spolupracoval s Varianem Fryem a jeho Nouzovým záchranným výborem. Pomohl takto mnoha předním evropským umělcům a intelektuálům uniknout z okupované Francie do Španělska po stezkách v Pyrenejích (odtud obvykle prchali do Portugalska a poté do Spojených států). Mezi zachráněnými byli Marc Chagall, Hannah Arendtová nebo Marcel Duchamp. Zachráněno bylo takto asi 2000 uprchlíků. O této události pojednává seriál Netflixu Transatlantic (2023), roli Hirschmana v něm ztvárnil rakouský herec Lucas Englander.
Od roku 1941 do roku 1943 působil na Kalifornské univerzitě v Berkeley. V letech 1943 až 1946 sloužil v armádě Spojených států, kde pracoval v Úřadu strategických služeb (předchůdce CIA). K jeho úkolům patřilo například tlumočení německému generálovi Antonu Döstlerovi při jednom z prvních procesů s válečnými zločinci. V letech 1946 až 1952 pracoval ve Federálním rezervním systému (americká centrální banka). V této funkci mj. prováděl analýzy možností poválečné rekonstrukce Evropy. V letech 1952 až 1954 byl finančním poradcem Národní plánovací rady Kolumbie. V Bogotě poté pracoval i další dva roky jako soukromý ekonomický poradce. Poté zastával řadu akademických funkcí na Yaleově univerzitě (1956–1958), Kolumbijské univerzitě (1958–1964) a Harvardově univerzitě (1964–1974). Od roku 1974 až do své smrti v roce 2012 působil na Fakultě sociálních věd Institutu pro pokročilá studia v Princetonu.
Jeremy Adelman sepsal jeho biografii Worldly Philosopher, The Odyssey of Albert O. Hirschman (2013). Další životopis napsal Michele Alacevich pod názvem Albert O. Hirschman: An Intellectual Biography (2021).